# Caprorhinus zolotarevskyi
Caprorhinus zolotarevskyi är en insektsart som beskrevs av Boris Petrovich Uvarov 1929. Caprorhinus zolotarevskyi ingår i släktet Caprorhinus och familjen Pyrgomorphidae. Inga underarter finns listade i Catalogue of Life.